# Latarnia morska Rinns of Islay
Latarnia morska Rinns of Islay – latarnia morska położona na wysepce Islay położonej w bezpośrednim sąsiedztwie wyspy Islay. Latarnia wraz z sąsiadującymi budynkami została wpisana w 1971 roku na listę zabytków kategorii A Historic Scotland pod numerem 11944. Obiekt znajduje się także na liście Royal Commission on the Ancient and Historical Monuments of Scotland pod numerem NR15SE 15.
Latarnia zaprojektowana przez Roberta Stevensona i zbudowana przez Johna Gibba z Aberdeen została oddana do użytku w 1825 roku. Została zbudowana kilka metrów od najwyższego punktu wyspy. Usytuowana jest na jednopiętrowym budynku, do którego z dwóch stron przylegają domy latarników.
Latarnia została zelektryfikowana w 1978 roku, a zautomatyzowana w marcu 1998 roku.